# John Leguizamo

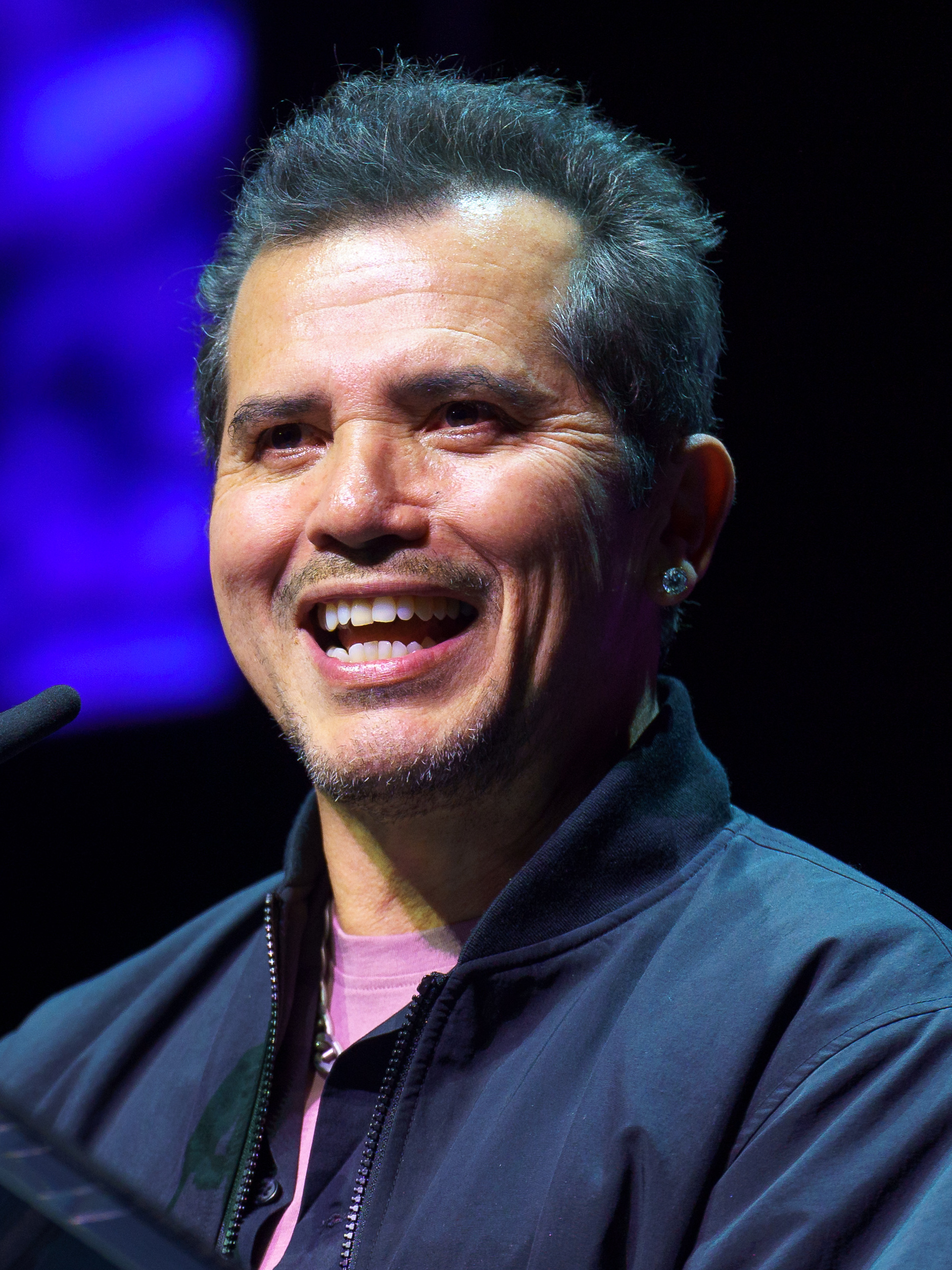
John Leguizamo (2024)

John Leguizamo (* 22. Juli 1964 in Bogotá) ist ein kolumbianisch-US-amerikanischer Schauspieler und Komiker.

## Leben
John Leguizamo wurde in Bogotá als Sohn von Alberto und Luz Leguizamo geboren. Nach eigenen Angaben kommen seine Vorfahren aus Puerto Rico, Italien und dem Libanon.
Leguizamo kam 1969 zusammen mit seiner Familie nach New York. Die Familie lebte in verschiedenen Stadtvierteln von Queens. Nach Abschluss der High School studierte er an der New York University Theaterwissenschaft. Hiernach lernte Leguizamo unter Herbert Berghof die Schauspielkunst. Fälschlicherweise wird oft behauptet, dass Leguizamo die Schauspielkunst unter Anleitung von Lee Strasberg lernte, jedoch hatte er nur eine einmalige Lektion, bevor Strasberg verstarb.
Seinen ersten Schauspieleinsatz hatte er 1984 in dem Film Mixed Blood – Die Ratten von Harlem von Regisseur Paul Morrissey. Es folgten Filme wie Die Verdammten des Krieges, Stirb langsam 2 und In Sachen Henry, bis ihm 1991 mit Hangin’ out – 4 Homeboys Unterwegs der Durchbruch gelang. In den nächsten Jahren war er unter anderem in Carlito’s Way, William Shakespeares Romeo + Julia, To Wong Foo, Moulin Rouge, Einsame Entscheidung, Arabian Nights – Abenteuer aus 1001 Nacht und Land of the Dead zu sehen. Des Weiteren spielte er die Rolle des Luigi in Super Mario Bros.
John Leguizamo ist auch als Synchronsprecher aktiv, beispielsweise als Faultier Sid in Ice Age und dessen Sequels. Außerdem war er 2005/06 in einer wiederkehrenden Nebenrolle der zwölften Staffel der Fernsehserie Emergency Room – Die Notaufnahme zu sehen.
Leguizamo war bislang zwei Mal als Regisseur aktiv. Sein Regiedebüt gab er 2003 mit dem Fernsehfilm Undefeated – Der Sieger, 2020 folgte der Kinofilm Critical Thinking. Seit den 1990er Jahren ist er auch als Drehbuchautor für Film und Fernsehen aktiv.
Mit seinen Bühnenprogrammen gehört Leguizamo zu den anerkannten Komikern in den USA. Seine Soloprogramme Mambo Mouth (1991) und Spic-O-Rama (1993) wurden mit zahlreichen Preisen ausgezeichnet. Sein 1998 erstmals aufgeführtes Programm wurde für zwei Tony Awards nominiert.
Sein Soundtrack-Beitrag All of You für den Film Encanto wurde im April 2023 mit einer Silbernen Schallplatte in Großbritannien ausgezeichnet.
Von 1994 bis 1996 war er mit der Schauspielerin Yelba Osorio verheiratet. Am 5. Juli 2003 heiratete er Justine Maurer (* 1968), die er am Set von Carlito’s Way kennengelernt hatte. Sie haben zwei Kinder, eine Tochter (* 1999) und einen Sohn (* 2000).

## Filmografie (Auswahl)
- 1984: Mixed Blood – Die Ratten von Harlem (Mixed Blood)
- 1986–1989: Miami Vice (Fernsehserie, drei Folgen)
- 1989: Die Verdammten des Krieges (Casualties of War)
- 1990: Stirb langsam 2 (Die Hard 2)
- 1990: Logan Blade – Ein Kopfgeldjäger sieht rot (Street Hunter)
- 1990: Gentille alouette
- 1990: Revenge – Eine gefährliche Affäre (Revenge)
- 1991: Poison
- 1991: In Sachen Henry (Regarding Henry)
- 1991: Deadly Revenge – Das Brooklyn-Massaker (Out for Justice)
- 1991: Hangin’ out – 4 Homeboys Unterwegs (Hangin’ with the Homeboys)
- 1992: Stimmen im Dunkel (Whispers in the Dark)
- 1993: Carlito’s Way
- 1993: Super Mario Bros.
- 1995: To Wong Foo, thanks for Everything, Julie Newmar (To Wong Foo, Thanks for Everything! Julie Newmar)
- 1996: William Shakespeares Romeo + Julia (William Shakespeare’s Romeo + Juliet)
- 1996: The Fan
- 1996: Einsame Entscheidung (Executive Decision)
- 1997: The Pest – Jagd auf das Chamäleon (The Pest)
- 1997: Spawn
- 1998: Dr. Dolittle (Doctor Dolittle, Stimme)
- 1998: Body Count – Flucht nach Miami (Body Count)
- 1999: Summer of Sam
- 2000: Arabian Nights – Abenteuer aus 1001 Nacht (Arabian Nights)
- 2000: King of the Jungle
- 2001: Schlimmer geht’s immer! (What’s the Worst that Could Happen?)
- 2001: Moulin Rouge (Moulin Rouge!)
- 2001: Titan A.E. (Stimme)
- 2002: Ice Age (Stimme)
- 2002: ZigZag
- 2002: Spun
- 2002: Collateral Damage – Zeit der Vergeltung (Collateral Damage)
- 2002: Imperium – Zwei Welten prallen aufeinander (Empire)
- 2003: Undefeated – Der Sieger (Undefeated)
- 2004: Crónicas – Das Monster von Babahoyo (Crónicas)
- 2005: Sueño
- 2005: Honeymooners (The Honeymooners)
- 2005: Land of the Dead
- 2005: Das Ende – Assault on Precinct 13 (Assault on Precinct 13)
- 2005–2006: Emergency Room – Die Notaufnahme (ER, Fernsehserie, zwölf Folgen)
- 2006: Alibi – Ihr kleines schmutziges Geheimnis ist bei uns sicher (The Alibi)
- 2006: Ice Age 2 – Jetzt taut’s (Ice Age: The Meltdown, Stimme)
- 2006: My Name Is Earl (Fernsehserie, zwei Folgen)
- 2007: Der Weihnachtswunsch (Where God Left His Shoes)
- 2007: The Take – Rache ist das Einzige, was zählt (The Take)
- 2007: The Kill Point (Fernsehserie, acht Folgen)
- 2007: Die Liebe in den Zeiten der Cholera (Love in the Time of Cholera)
- 2007: The Babysitters
- 2008: The Happening
- 2008: Kurzer Prozess – Righteous Kill (Righteous Kill)
- 2008: Nothing Like the Holidays
- 2009: Rage
- 2009: Ice Age 3 – Die Dinosaurier sind los (Ice Age: Dawn of the Dinosaurs, Stimme)
- 2009: Gamer
- 2009: The Ministers – Mein ist die Rache (The Ministers)
- 2010: Repo Men
- 2011: Der Mandant (The Lincoln Lawyer)
- 2010: Die Herrschaft der Schatten (Vanishing on 7th Street)
- 2012: Einmal ist keinmal (One for the Money)
- 2012: Ice Age 4 – Voll verschoben (Ice Age: Continental Drift, Stimme)
- 2013: Kick-Ass 2
- 2013: Dinosaurier – Im Reich der Giganten (Walking with Dinosaurs, Stimme)
- 2013: The Counselor
- 2014: Ride Along
- 2014: Kiss the Cook – So schmeckt das Leben! (Chef)
- 2014: Anarchie (Cymbeline)
- 2014: John Wick
- 2014: Fugly!
- 2015: Experimenter
- 2015: Meadowland
- 2015: Sisters
- 2015: American Ultra
- 2016: Bloodline (Fernsehserie, acht Folgen)
- 2016: Ice Age 5 – Kollision voraus! (Ice Age: Collision Course, Stimme)
- 2016: The Infiltrator
- 2017: John Wick: Kapitel 2 (John Wick: Chapter 2)
- 2018: BoJack Horseman (Fernsehserie, Episode 5x03, Stimme)
- 2019: Chaos auf der Feuerwache (Playing with Fire)
- 2019: When They See Us (Fernsehserie)
- 2020: The Night Clerk – Ich kann dich sehen (The Night Clerk)
- 2020: Critical Thinking (auch Regie)
- 2020: The Mandalorian (Fernsehserie, Episode 2x01, Stimme)
- 2021: The Survivor
- 2021: Encanto (Stimme)
- 2022: The Menu
- 2022: Violent Night
- 2024: Bob Trevino Likes It

## Auszeichnungen (Auswahl)
- Nominierung für den Golden Globe Award in der Kategorie Bester Nebendarsteller für To Wong Foo
- Drama Desk Award in der Kategorie Outstanding One-Person Show für Freak
- Emmy in der Kategorie Outstanding Performance in a Variety or Music Program für Freak